# Kościół w Hejdeby
Kościół w Hejdeby – świątynia należąca do diecezji Visby Kościoła Szwecji. Znajduje się w zachodniej części Gotlandii, nieco na wschód od Visby.

## Architektura
Tutejszy kościół został zbudowany w XIII wieku. Najpierw powstały prezbiterium i nawa, które prezentują styl późnoromański. Najmłodsza jest wczesnogotycka wieża.

## Wnętrze

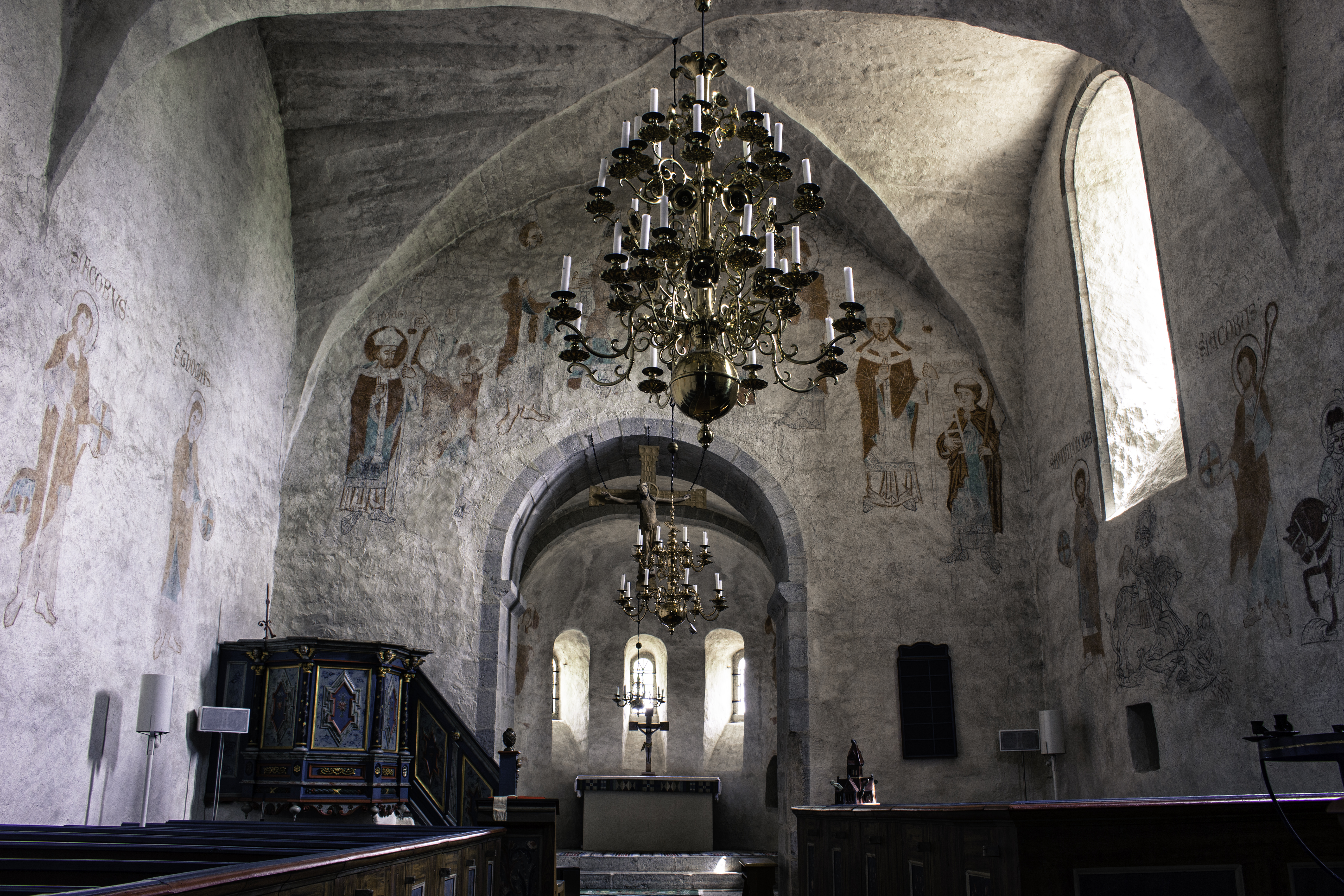
Wnętrze

Wnętrze świątyni jest bogato zdobione średniowiecznymi freskami, odkrytymi podczas prac renowacyjnych w latach 1966-1971. Pochodzą one z dwóch okresów. Najstarsze są XIII-wieczne i przedstawiają apostołów, koronację Maryi oraz różnych świętych: Marcina z Tours, Mikołaja, Wawrzyńca, Katarzynę Aleksandryjską i Jana Chrzciciela. Druga grupa malowideł pochodzi z XV wieku i przedstawia sceny z męki Pańskiej. W kościele znajduje się też krzyż triumfalny z początku XIII wieku, średniowieczna chrzcielnica z bogato rzeźbioną drewnianą pokrywą oraz niezwykła drewniana ława, pochodząca również z czasów średniowiecza. Ambona pochodzi z 1766 roku i jest podarunkiem od burmistrza Visby, Abrahama Lange. Ławki pochodzą z 1734 roku. Kilka zabytkowych rzeźb świętych z XIV wieku znajduje się obecnie w Muzeum Gotlandii w Visby.